# 竜ヶ森城
竜ヶ森城（りゅうがもりじょう）は、愛媛県西予市城川町魚成にあった日本の城（山城）。龍ヶ森城、隆ヶ森城とも書く。

## 概要
標高約400mの山頂にあり、15世紀以降魚成氏が居城とした。魚成氏は伊予西園寺氏に従っていたが、長宗我部氏に一時屈伏し、その後西園寺氏の傘下に戻っている。その後、天正11年（1583年）の長宗我部氏の侵攻により落城したという。